# Loki (Marvel Comics)
Loki egy kitalált szereplő, szuper bűnöző a Marvel Comics képregényeiben. Igazából nem is olyan gonosz, hiszen a fájdalom és a gonosz hatására tette, amit tett. Thor adoptált testvére és egyben főellensége. Alapjául az azonos nevű lény szolgált a skandináv mitológiából. Az első feltűnése a Venus 6. számában, 1949 augusztusában volt. Megalkotója Stan Lee szerző, Larry Lieber író, és Jack Kirby rajzoló.

## Előfordulása
Loki feltűnt különféle sorozatokban, limitált szériákban és alternatív valóság-sorozatokban, beleértve a saját négy kiadványos sorozatát, mely Loki címmel jelent meg 2004-ben. Fel fog tűnni a Fiatal Bosszúállók kiadványaiban 2013-ban. Ezen kívül szintén megjelenik animációs televíziós sorozatokban, ruhákon, játékokban, videó játékokban, és filmekben.
A Marvel-moziuniverzumban Tom Hiddleston személyesíti meg Lokit: felbukkant a 2011-es Thor, a 2012-es Bosszúállók, a 2013-as Thor: Sötét világ, a 2017-es Thor: Ragnarök a 2018-as Bosszúállók: Végtelen háború, és a 2019-es Végjáték című filmben.
2009-ben Lokit minden idők nyolcadik legjobb képregény gonosztevőjének választotta az IGN. Ugyanekkor Thor sokszor szorult Loki segítségére, és mindig segített is. Loki a 2018-as Bosszúállók:Végtelen Háború-ban meghal de a 2019-es Bosszúállók:Végjáték-ban a Tesseract ellopásával alternatív idősíkon tovább él. De a 2021-ben Disney+ streaming szolgáltatás égisze alatt bemutatásra kerül hat részes sorozata.

## Fordítás
- Ez a szócikk részben vagy egészben  a   Loki (comics) című angol Wikipédia-szócikk fordításán alapul.  Az eredeti cikk szerkesztőit annak laptörténete sorolja fel. Ez a jelzés csupán a megfogalmazás eredetét és a szerzői jogokat jelzi, nem szolgál a cikkben szereplő információk forrásmegjelöléseként.